# Парижская филармония
Пари́жская филармо́ния (фр. Philharmonie de Paris) — концертный зал французской столицы, оснащённый аудиооборудованием высокого качества и предназначенный для исполнения, прежде всего, симфонической, а также камерной, этнической и джаз музыки. Состоит из:
1. «Филармонии 1», открытой 14 января 2015 года, вмещающей концертный зал на 2400 мест («Большой зал»), выставочные площадки, учебные мастерские и репетиционные залы;
2. Городка музыки, открытого в 1995 году и переименованного в «Филармонию 2», куда входят два концертных зала на 900 и 250 мест, Музей музыки и медиатека.

С момента открытия Парижская филармония стала домашней площадкой для двух городских оркестров — симфонического и камерного.